# Richard Bruno Heydrich
Bruno Heydrich (ur. 23 lutego 1863 w Leuben, zm. 24 sierpnia 1938 w Halle) – niemiecki kompozytor, śpiewak i muzyk, nauczyciel muzyki. Ojciec Reinharda Heydricha.
Ukończył szkołę w Miśni, a następnie w 1882 klasę kontrabasu Konserwatorium Drezdeńskiego. Po 1882 studiował jeszcze w tej samej uczelni śpiew i kompozycję. W latach 1883–1887 był muzykiem w Królewskiej Orkiestrze w Dreźnie. Od 1887 występował też jako śpiewak operowy (tenor), początkowo w Weimarskim Teatrze Dworskim (do 1879), później w teatrach operowych różnych miast Niemiec. W 1895 r. skomponował operę Amen (napisał libretto i muzykę). Komponował też inne formy muzyczne. W 1899 r. założył szkołę śpiewu w Halle, która w 1901 uzyskała status konserwatorium. Stopniowo coraz bardziej angażował się w prowadzenie konserwatorium kosztem innych dziedzin swojej pracy. W 1912 r. do konserwatorium Heydricha uczęszczało 400 uczniów, a szkoła zatrudniała przed I wojną światową ponad 30 nauczycieli. Po I wojnie światowej konserwatorium stopniowo podupadało i w 1931 r. utraciło uprawnienia państwowe. Jeszcze przed upadkiem szkoły z jej prowadzenia musiał się wycofać Heydrich z powodu utraty zdrowia, przekazując kierowanie szkoły żonie.
Był masonem.
W 1897 r. ożenił się z córką profesora muzyki Elisabeth Krantz. Mieli troje dzieci: Marię (1901), Reinharda (1904) i Siegfrieda (1905).